# 3 000 mètres steeple masculin aux Jeux olympiques d'été de 1996
Pour un article plus général, voir Athlétisme aux Jeux olympiques d'été de 1996.
Navigation
Barcelone 1992 Sydney 2000
L'épreuve du 3 000 mètres steeple masculin aux Jeux olympiques de 1996 s'est déroulée du 29 juillet au 2 août 1996 au Centennial Olympic Stadium d'Atlanta, aux États-Unis.  Elle est remportée par le Kényan Joseph Keter.

## Résultats

### Finale
| Rang               | Athlète                 | Pays       | Temps         | Notes |
| ------------------ | ----------------------- | ---------- | ------------- | ----- |
| Médaille d'or      | Joseph Keter            | Kenya      | 8 min 07 s 12 |       |
| Médaille d'argent  | Moses Kiptanui          | Kenya      | 8 min 08 s 33 |       |
| Médaille de bronze | Alessandro Lambruschini | Italie     | 8 min 11 s 28 |       |
| 4                  | Matthew Birir           | Kenya      | 8 min 17 s 18 |       |
| 5                  | Mark Croghan            | États-Unis | 8 min 17 s 84 |       |
| 6                  | Steffen Brand           | Allemagne  | 8 min 18 s 52 |       |
| 7                  | Brahim Boulami          | Maroc      | 8 min 23 s 13 |       |
| 8                  | Jim Svenøy              | Norvège    | 8 min 23 s 39 |       |
| 9                  | Angelo Carosi           | Italie     | 8 min 29 s 67 |       |
| 10                 | Martin Strege           | Allemagne  | 8 min 30 s 31 |       |
| 11                 | Hicham Bouaouiche       | Maroc      | 8 min 46 s 22 |       |
| 12                 | Marc Davis              | États-Unis | 9 min 51 s 96 |       |

## Légende
Records et Performances
- AR : Record continental (area record)
- CR : Record des championnats (championship record)
- MR : Record du meeting (meet record)
- NR : Record national (national record)
- OR : Record olympique (olympic record)
- PR : Record paralympique (paralympic record)
- PB : Record personnel (personal best)
- SB : Meilleure performance personnelle de la saison (season's best)
- WL : Meilleure performance mondiale de l'année (world leader)
- WJR : Record du monde junior (world junior record)
- WR : Record du monde (world record)

Circonstances et Conditions
- DNF : N'a pas terminé (did not finish)
- DNS : N'a pas pris le départ (did not start)
- DQ : Disqualification (disqualification)
- NM : Aucun essai valable enregistré (No Mark)
- Q : Qualifié « directement » au prochain tour (ou à la prochaine compétition), lors d'une compétition majeure, grâce au classement ou à la réalisation des minima (automatic qualifier)
- q : Qualifié au prochain tour (ou à la prochaine compétition), lors d'une compétition majeure, grâce au repêchage ou à la réalisation de l'une des meilleures performances parmi celles des « non qualifiés directement » (grâce au meilleur temps ou à la meilleure distance par exemple) (secondary qualifier)